# Zimasa
La zimasa es una mezcla enzimática compleja secretada por las levaduras que cataliza la glucosa y otros azúcares simples en alcohol etílico y dióxido de carbono durante la fermentación alcohólica. Cuando este proceso tiene lugar, disminuye progresivamente la velocidad de la reacción.
En la producción de cerveza, la zimasa es secretada por la levadura del género Saccharomyces.

## Descubrimiento
La zimasa fue aislada por primera vez en células de levadura en 1897 por el químico alemán Eduard Buchner que fermentó azúcar en laboratorio sin emplear células vivas. Por este descubrimiento se le concedió el premio Nobel de Química en 1907
Antoine Béchamp pudo haber sido el descubridor real de la zimasa 30 años antes, en su investigación sobre las microzimas, pero hoy se le atribuye este descubrimiento a Buchner, porque estudió la fermentación alcohólica con células de levadura y sin ellas, mientras Béchamp había expresado que sólo obtuvo la inversión del azúcar y no la fermentación alcohólica.
El químico británico Arthur Harden clasificó en 1905 la zimasa en dos variedades: dializable y no dializable.

## Experimento de fermentación sin la presencia de células vivas
Buchner obtuvo un extracto de células de levadura libre de células y demostró que podía fermentar el azúcar. Este descubrimiento supuso un nuevo golpe para la teoría del vitalismo al mostrar que no era necesaria la presencia de células vivas para producir la fermentación. El extracto libre de células fue obtenido combinando células secas de levadura, cuarzo y tierra de diatomeas procediendo luego a pulverizarlo mediante un mortero. Esta mezcla se humedecía posteriormente cuando las células de levadura habían liberado todas las sustancias que contenían, comprobando con un microscopio que no quedaban células vivas. Si a la mezcla húmeda se le añadía glucosa, fructosa, o maltosa se observaba el desprendimiento de dióxido de carbono. 
Buchner trabajó con la hipótesis de que la fermentación tiene lugar dentro de las células de levadura que es el mecanismo actualmente aceptado.